# Château de Martigny-le-Comte
Le château de Martigny-le-Comte, est un ancien château fort, remanié profondément au  XIXe siècle, centre de la seigneurie de Martigny, qui se dresse sur la commune de Martigny-le-Comte dans le département de Saône-et-Loire, en région Bourgogne-Franche-Comté.
Le château fait l’objet d’une inscription partielle au titre des monuments historiques par arrêté du 24 février 1995.

## Situation
Le château de Martigny-le-Comte est située dans le département français de Saône-et-Loire sur la commune de Martigny-le-Comte, sur une butte dominant toute la région.

## Histoire
À la fin du XIe siècle, la seigneurie est entre les mains d'Hugues de Damas, fils de Geoffroy seigneur de Semur-en-Brionnais.
En 1237, le fief de Martigny, entre dans le domaine ducal avec le comté de Charolais. Au XIIIe siècle, Hugues IV de Bourgogne cède le comté du Charollais à Marie des Barres, dame de Mont-Saint-Jean, demi-sœur du comte de Chalon Jean Ier. À cette époque, la seigneurie est entre les mains de Guillaume Flotte.
En 1388, la seigneurie passe entre les mains des Chazeron. Au début du XVe siècle, les Chazeron s'y succèdent toujours de père en fils, à commencer par Oudard, puis Jean, puis Jacques. En 1423, ces deux derniers voient leurs biens confisqués  par le duc Philippe III de Bourgogne au profit de son chancelier, Nicolas Rolin. en raison de leur dévouement au dauphin, le futur Louis XI.
En 1435, Nicolas Rolin, bénéficiaire de la confiscation, se fait confirmer dans la possession de Martigny. Mais en 1477, son fils Guillaume Rolin restitue leurs biens aux héritiers Chazeron après la chute de Charles le Téméraire.
Très vite dans la seconde moitié du XVe siècle, ces derniers vendent la terre à Claude de La Guiche, seigneur de Chaumont, dont les descendants conservent la propriété jusqu'à la fin du XVIIe siècle. En 1548, Anne de la Guiche la porte aux Choiseul par son mariage avec François de Choiseul, baron de Clefmont. Le fief est probablement à cette époque en indivision, car une partie est la possession d'Antoine de Tenarre, seigneur de Souterrain (Martigny-le-Comte). Martigny fait retour, au début du XVIIe siècle, à la famille de la Guiche de la branche de Sivignon. Puis il échoit à la famille Durey de Sauroy.
En 1792, le propriétaire du château, le duc Louis Hercule Timoléon de Cossé-Brissac, est tué par les égorgeurs. 
En 1848, c'est le comte Antoine de Beaumont qui acquiert le château et qui, en 1878, en effectue la profonde restauration visible actuellement. Ses descendants en sont toujours propriétaires.

## Description
La construction se compose d'un édifice de plan en L, flanqué de tours sur ses trois angles extérieurs : deux tours rondes au sud, de part et d'autre du corps principal, une tour-porche carrée au nord-est, à l'extrémité de l'aile en retour d'équerre.
La tour de l'angle sud-est, plus massive, a été arasée au niveau des murs des logis mais a échappé aux restaurations du XIXe siècle qui ont fait de l'ensemble un édifice néo-gothique. À la façade nord du corps principal, est adossée une tour octogonale dans laquelle s'ouvre une porte en anse de panier. Un escalier de pierre en fer à cheval à deux volées relie son rez-de-chaussée à une terrasse. Une tourelle d'escalier circulaire est incluse dans l'angle des deux corps de logis, une tourelle polygonale dans celui formé par la tour-porche et le pignon de l'aile. Les logis sont couverts de hautes toitures d'ardoise à deux versants.
Des jardins cernés de haies bien taillées à deux versants entourent le château.